# Big bang (álbum)
Big bang es el nombre del séptimo álbum de estudio de la banda de rock argentina Enanitos Verdes, que salió al mercado el 15 de agosto de 1994 bajo el sello de EMI Music. En este disco vienen 13 nuevas canciones, entre ellas el nuevo sencillo Lamento boliviano (canción compuesta originariamente por la banda Alcohol Etílico), que se convertiría en uno de los temas más icónicos de Enanitos Verdes. Otras canciones que gustarían a los seguidores son Mejor no hablemos de amor, Celdas y Mi primer día sin ti.
Este disco se vio fuertemente influenciado por el álbum Canción animal de Soda Stereo,[cita requerida] el cual comparte una tendencia a un sonido fuertemente «guitarrero». También se destaca por ser el primer disco producido por el grupo.

## Lista de canciones
| Big bang | |                                 |          |  |
| N.º      | Título                                                                                                 | Escritor(es)                    | Duración |  |
| 1.       | «Mejor no hablemos de amor» (piano y teclados Horacio Gómez)                                           | Felipe Staiti                   | 3:30     |  |
| 2.       | «Lamento boliviano» (percusión: Andrea Álvarez, flautas y sikus: Los Chasquis (Rodolfo Dalera e hijo)) | Dimi Bass/Natalio Faingold      | 3:42     |  |
| 3.       | «Celdas»                                                                                               | Felipe Staiti/Daniel Piccolo    | 3:42     |  |
| 4.       | «Yo pagaría»                                                                                           | Felipe Staiti                   | 4:56     |  |
| 5.       | «Piel de nopal» (congas y timbaletas Luis Conte)                                                       | Marciano Cantero                | 3:06     |  |
| 6.       | «HIV»                                                                                                  | Felipe Staiti                   | 3:29     |  |
| 7.       | «Mi primer día sin ti» (piano y teclados Horacio Gómez)                                                | Marciano Cantero                | 4:28     |  |
| 8.       | «Creo»                                                                                                 | Felipe Staiti                   | 3:22     |  |
| 9.       | «Resplandor de afecto»                                                                                 | Marciano Cantero                | 3:50     |  |
| 10.      | «Cuando habla el corazón»                                                                              | Felipe Staiti                   | 4:31     |  |
| 11.      | «Bailarina»                                                                                            | Marciano Cantero/Felipe Staiti  | 3:26     |  |
| 12.      | «Pasaré por ti» (percusión Andrea Álvarez)                                                             | Felipe Staiti                   | 2:16     |  |
| 13.      | «Estoy dispuesto» (percusión Andrea Álvarez)                                                           | Marciano Cantero/Daniel Piccolo | 4:07     |  |
| 48:24    | |                                 |          |  |

## Información del disco
- El disco al ser insertado en un computador que esté conectado a Internet las canciones las muestra en un orden completamente distinto original. Igual pasa al abrir el programa Itunes o Windows Media Player. Por eso hay que rectificar estos cambios en edición, para que cuando se reproduzca en un MP3 no haya confusiones.
- La edición colombiana del CD muestra el orden de las canciones de la misma manera que el vinilo colombiano, esto debido a la intervención de Sony Music Colombia, encargada de distribuir el álbum en Colombia, Perú y Ecuador.